# Holzmann (Gemeinde Kilb)
Das Gehöft vulgo Holzmann (manchmal auch Hatzmann) ist ein Anwesen in der Katastralgemeinde Umbach in Kilb im Bezirk Melk im niederösterreichischen Mostviertel.
Der Hof liegt knapp zweieinhalb Kilometer südsüdöstlich von Kettenreith, in Richtung der Grenze zum Bezirk St. Pölten-Land und ist über die Landesstraße L103 erreichbar, die hier über mehrere Serpentinen auf die Luft führt. Das auf 442 m ü. A. befindliche Anwesen entwässert zum Wolfsbach hin, der in den Heinzenbach einfließt, der zusammen mit dem Glosbach den Zettelbach bildet.
Im Franziszeischen Kataster aus dem Jahr 1821 ist der Hof mit dem Namen Holzmann versehen, in der Topographie von Niederösterreich wird er jedoch als Hatzmann geführt. Auch die Administrativkarte bezeichnet den Hof mit Hatzmann.